# Nils Kagg
Nils Kagg, född 1598 i Kjellstorp, Skaraborgs län, död 16 november 1653 i Halmstad, Hallands län, var en svensk militär och ämbetsman. Han var bror till Lars Kagg.

## Biografi
Nils Kagg blev 1628 svårt sårad i kriget mot Polen. Han var därefter under arton år överste vid Västgöta och Dals ryttare innan han 1652 blev guvernör över Halland. En gata i Helsingborg är uppkallad efter honom, möjligen även Kaggeledstorget i Göteborg. 

### Familj
Kagg gist sig 23 september 1634 i Örebro med friherrinnan Margareta Bonde (1615–1658), dotter till riksrådet och presidenten  friherre Carl Bonde och friherrinnan Beata Oxenstierna. De fick tillsammans barnen Göran Kagg (1635–1647), kammarherren Nils Kagg (1636–1699), Beata Kagg (född 1638) som var gift med riksrådet friherre Johan Mauritz Wrangel af Lindeberg och landshövdingen, friherre Gabriel Kurck, Brita Kagg (1640–1640), Brita Kagg (1641–1678) som var gift med landshövdingen Abraham Leijonhufvud, Johanna Margareta Kagg (1643–1648), kammarherren Carl Jörgen Kagg, Gustaf Kagg (1647–1649), Margareta Helena Kagg (1649–1709) som var gift med kammarherren Gustaf Reuter af Skälboö och Ebba Agneta Kagg (1654–1655).